# Gajah (Gajah)
Gajah is een bestuurslaag in het regentschap Demak van de provincie Midden-Java, Indonesië. Gajah telt 3291 inwoners (volkstelling 2010).